# 阿久津美咲
阿久津 美咲（あくつ みさき、1995年12月17日 - ）は、日本の女優。
茨城県出身。エヌウィード所属。

## 略歴
- 女優、タレントとして、テレビや舞台を中心に活動。
- 2015年6月28日、アイドルユニットSnowDropsに加入。[2]
- ミスアクション2017にてファイナル進出。
- 2018年のSUPER GT では apr HYBRID VICTORIA レースクイーンを務めた。[3]

## 人物
- 好物は、チョコレート。
- 趣味は、1人ショッピング、チョコレートを食べること[1]。
- 特技は、ジャズダンス、ドッジボール、殺陣[1]。

## 出演

### 映画
- forgive (2010年 監督:川村清人) - 宇都宮友美 役[4]
- 桜田門内の変!? (2012年公開 監督:渡辺裕之) - 劇団水戸黄門劇団員 役[5]
- ピーチガール (2017年5月公開 監督:神徳幸治) - 女子高生 役[6]
- SUNNY 強い気持ち・強い愛 (2018年8月公開 監督:大根仁) - 女子高生 役[7]

### 映像作品
- ぞくり。怪談夜話〜呪われた制服女子〜 (2016年8月2日、十影堂エンターテイメント)
- シニモノ調査団 (2016年8月27日、オルスタックピクチャーズ)
- デッドクック (2016年11月29日、オルスタックピクチャーズ)
- 封印映像シリーズ 32巻〜現在 演出補（作品内ではテロップ表示でスタッフ玉置と表示されている。）

### テレビドラマ
- 少女たちの日記帳 ヒロシマ 昭和20年4月6日〜8月6日 (2009年8月6日、NHK)
- 仰げば尊し 第1話、最終回 (2016年7月17日、2016年9月11日、TBSテレビ)
- レンタルの恋 第5話 (2017年2月16日、TBSテレビ)
- コード・ブルー－ドクターヘリ緊急救命－THE THIRD SEASON 第10話 (2017年9月18日、フジテレビ)
- 声ガール! 第4話 (2018年4月30日、ABCテレビ(テレビ朝日))
- SUPER RICH 第1話 (2021年10月14日、フジテレビ)

### バラエティ
- 櫻井・有吉 THE夜会(TBSテレビ) - アシスタント
- 踊る!さんま御殿!!(日本テレビ) - 再現VTRに多数出演中
- たかの友梨CUP 第38回平尾昌晃チャリティゴルフ (2015年12月27日、[テレビ東京])
- 全力坂 (2020年3月23日、2020年3月26日、テレビ朝日)

### 舞台
- 「プール・サイド・ストーリー」(南大塚ホール)
- 演劇集団Z-Lion 「あっ地球 to こっ地球」 (2015年11月18日 - 11月23日、笹塚ファクトリー)
- 劇団居酒屋ベースボール 「ソウサイノチチル」 (2016年1月19日 - 1月24日、下北沢GEKI地下リバティ) - 篠原友美 役
- エアースタジオ 「十二人の怒れる人々」 (2016年9月21日 - 9月25日、アクアスタジオ)
- えだまめファミリア 「桜が咲く頃にもう一度･･･」 (2017年3月29日 - 4月2日、大塚萬劇場) - 七海 役
- 森下仁丹プレゼンツ 第三水曜即興舞台2017「こんなはずじゃなかった。」 (＠しもきた空間リバティ)
  - 出演回は、〜第三節〜 2017年3月15日、〜第四節〜 2017年4月19日、〜第七節〜 2017年7年19月、〜第九節〜 2017年9月20日

### 広告
- プロメディカス(医学部予備校) (2017年2月、TOKYO MXTV限定CM)
- グリコ (2018年3月、WebCM)
- 日本工学院専門学校 (2018年5月、電車広告やWeb広告)
- ユニマットライフ (2018年7月、WebCM)
- TikTok (2019年1月、WebCM)

### モデル
- DAMD -Styling Effect- (2022年4月、Web掲載)
- Fuu Fuu Girls (Web掲載)

### MV
- Little Glee Monster 「放課後ハイファイブ」(2014年)
- ももいろクローバーZ 「青春賦」(2015年)
- ハナウタ 「SUMMER GIRL」 (2017年)
- My Lonesome Stereo 「ねぇ」 (2021年)

### その他
- いきものがかり 「YELL」 - CDジャケット表面

## 書籍

### 雑誌
- 漫画アクション (2016年12月20日 双葉社)
- 軽キャンパーfan vol.31 (2019年7月29日、八重洲出版)[8]
- HIACE fan vol.45 (2019年10月31日、八重洲出版)[9]